# 亨德森島 (南極洲)
亨德森島是南極洲的島嶼，島嶼長約14公里，位於馬森島東南14公里，座標位置66°22′S 97°10′E / 66.367°S 97.167°E，島上最高點海拔240米，該島在1912年8月首次被澳洲南極考察隊發現。